# Matteo Grandi
Matteo Grandi (Faenza, 12 ottobre 1992) è un calciatore italiano, portiere del Venezia.

## Carriera
Cresciuto nel settore giovanile del Cesena viene ceduto in prestito al Borgo a Buggiano, dove colleziona le sue prime presenze tra i professionisti. Così inizia il giro di prestiti, prima al Sudtirol, poi Pergolettese, Virtus Bassano e Catanzaro.
Con i calabresi trova discreta continuità, e dopo una stagione e mezza viene acquistato in prestito dal Latina. Così il 29 aprile 2017 esordisce in Serie B, nel pareggio interno per 0-0 contro l'Ascoli. Per la stagione successiva torna a vestire la maglia del Virtus Bassano.
Nel corso dell'estate successiva, in seguito allo spostamento del titolo sportivo del Bassano Virtus e al fallimento del Cesena, viene acquistato a titolo definitivo dal Vicenza.
Il 13 gennaio 2023 viene ceduto a titolo definitivo al Sangiuliano City.
Il 13 luglio 2023 viene acquistato dal Venezia.

## Statistiche

### Presenze e reti nei club
Statistiche aggiornate al 13 febbraio 2024.
| Stagione         | Squadra          | Campionato       | Campionato | Campionato | Coppe nazionali | Coppe nazionali | Coppe nazionali | Coppe continentali | Coppe continentali | Coppe continentali | Altre coppe | Altre coppe | Altre coppe | Totale | Totale |
| Stagione         | Squadra          | Comp             | Pres       | Reti       | Comp            | Pres            | Reti            | Comp               | Pres               | Reti               | Comp        | Pres        | Reti        | Pres   | Reti   |
| ---------------- | ---------------- | ---------------- | ---------- | ---------- | --------------- | --------------- | --------------- | ------------------ | ------------------ | ------------------ | ----------- | ----------- | ----------- | ------ | ------ |
| 2011-2012        | Borgo a Buggiano | 2D               | 33         | -35        | CI-LP           | 0               | 0               | -                  | -                  | -                  | -           | -           | -           | 33     | -35    |
| 2012-2013        | Südtirol         | 1D               | 6          | -6         | CI+CI-LP        | 0               | 0               | -                  | -                  | -                  | -           | -           | -           | 6      | -6     |
| 2013-2014        | Pergolettese     | 2D               | 32         | -32        | CI-LP           | 1               | -1              | -                  | -                  | -                  | -           | -           | -           | 33     | -33    |
| 2014-2015        | Bassano Virtus   | LP               | 2+5        | -1 + -4    | CI-LP+CI        | 3+1             | -4 + -2         | -                  | -                  | -                  | -           | -           | -           | 11     | -11    |
| 2015-2016        | Catanzaro        | LP               | 28         | -29        | -               | -               | -               | -                  | -                  | -                  | -           | -           | -           | 36     | 2      |
| 2016-gen. 2017   | Catanzaro        | LP               | 15         | -26        | CI-LP           | 2               | -2              | -                  | -                  | -                  | -           | -           | -           | 17     | -28    |
| Totale Catanzaro | Totale Catanzaro | Totale Catanzaro | 43         | -55        |                 | 2               | -2              |                    | -                  | -                  |             | -           | -           | 45     | -57    |
| gen.-giu. 2017   | Latina           | B                | 3          | -4         | CI              | 0               | 0               | -                  | -                  | -                  | -           | -           | -           | 3      | -4     |
| 2017-2018        | Bassano Virtus   | C                | 34+2       | -30 + -1   | CI+CI-C         | 1               | -3              | -                  | -                  | -                  | -           | -           | -           | 37     | -36    |
| Totale Bassano   | Totale Bassano   | Totale Bassano   | 43         | -36        |                 | 5               | -9              |                    | -                  | -                  |             | -           | -           | 48     | -45    |
| 2018-2019        | Vicenza          | C                | 34+1       | -36 + -1   | CI+CI-C         | 2               | -3              | -                  | -                  | -                  | -           | -           | -           | 37     | -40    |
| 2019-2020        | Vicenza          | C                | 26         | -12        | CI+CI-C         | 1               | -3              | -                  | -                  | -                  | -           | -           | -           | 27     | -15    |
| 2020-2021        | Vicenza          | B                | 29         | -39        | CI              | 0               | 0               | -                  | -                  | -                  | -           | -           | -           | 29     | -39    |
| 2021-2022        | Vicenza          | B                | 25         | -43        | CI              | 0               | 0               | -                  | -                  | -                  | -           | -           | -           | 25     | -43    |
| 2022-2023        | Vicenza          | C                | 0          | 0          | CI-C            | 1               | -1              | -                  | -                  | -                  | -           | -           | -           | 1      | -1     |
| Totale Vicenza   | Totale Vicenza   | Totale Vicenza   | 114+1      | -130 + -1  |                 | 4               | -7              |                    | -                  | -                  |             | -           | -           | 119    | -138   |
| gen.-giu. 2023   | Sangiuliano City | C                | 17+2       | -18 + -2   | CI-C            | 0               | 0               | -                  | -                  | -                  | -           | -           | -           | 19     | -18    |
| 2023-2024        | Venezia          | B                | 0          | 0          | CI              | 0               | 0               | -                  | -                  | -                  | -           | -           | -           | 0      | 0      |
| 2024-2025        | Venezia          | A                | 0          | 0          | CI              | 0               | 0               | -                  | -                  | -                  | -           | -           | -           | 0      | 0      |
| Totale Venezia   | Totale Venezia   | Totale Venezia   | 0          | 0          |                 | 0               | 0               |                    | -                  | -                  |             | -           | -           | 0      | 0      |
| Totale carriera  | Totale carriera  | Totale carriera  | 295        | -319       |                 | 12              | -19             |                    | -                  | -                  |             | -           | -           | 307    | -338   |

## Palmarès

### Club

#### Competizioni nazionali
- Serie C: 1

L.R. Vicenza: 2019-2020 (girone B)